# Ejército medieval polaco

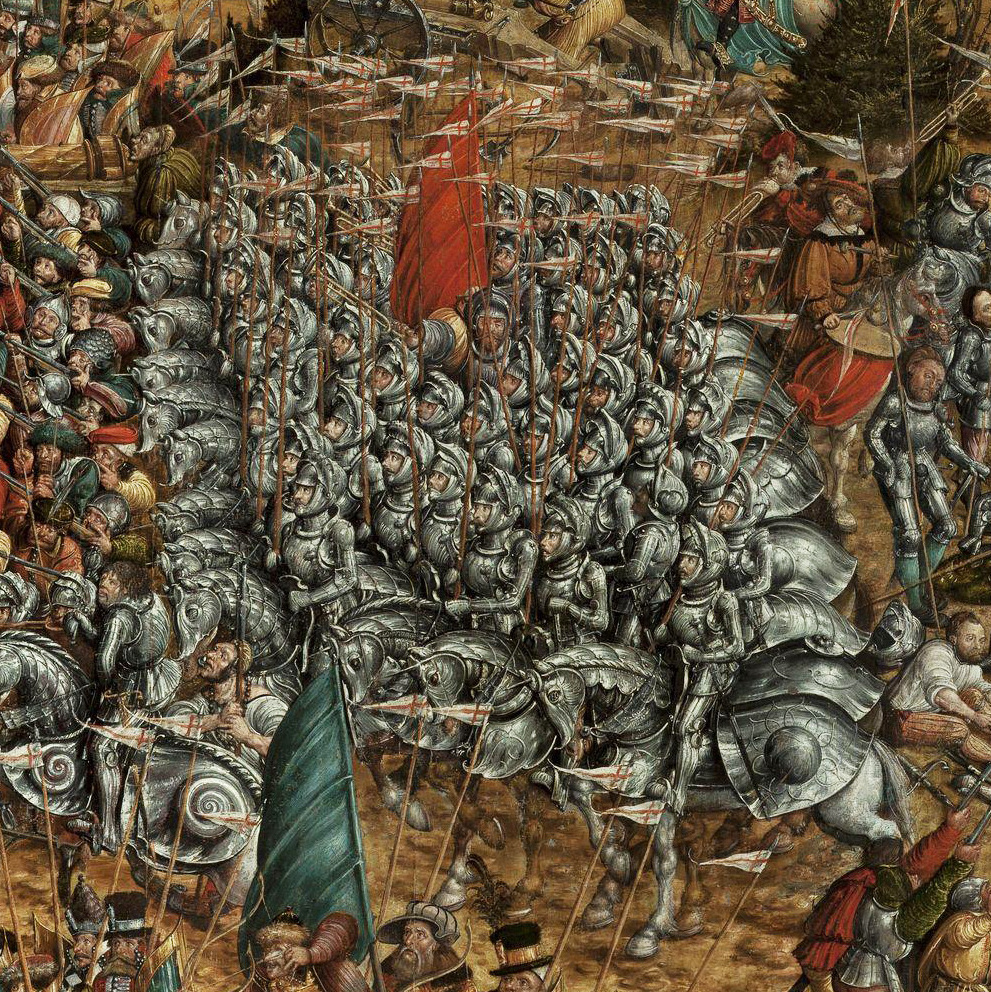
Cuadro del ejército medieval polaco

Ejército medieval polaco es el nombre aplicado a las fuerzas militares polacas en la Edad Media:
- en el territorio de Polonia,
- cuando las fuerzas polacas de la época estaban involucrados,
- cuando las fuerzas implicadas pertenecían a los gobernantes polacos, o a los gobernantes reconocidos en ese momento como polacos.

Hay algunas dificultades para establecer el marco temporal de la época, y el territorio del estado, especialmente en el primer periodo, y también en el momento de la fragmentación de Polonia.
No existen dudas en cuanto al comienzo del período medieval en la historia polaca - que fue al comienzo del reinado de Miecislao I, y las primeras batallas históricamente anotadas con Wichmann el Joven. Los Veleti, y la batalla de Cedynia en 972. Sin embargo, es mucho más difícil establecer el final de la época porque no hay un momento decisivo en la historia de Polonia, como la caída de Constantinopla (1453), el descubrimiento de América por Cristóbal Colón (1492), o el principio de la Reforma (1517). La mayoría de los historiadores coinciden en que el fin de la Edad Media y el comienzo del Renacimiento en Polonia se produjo durante el reinado de la dinastía Jagellón, probablemente en su período de decadencia (en tiempos de Segismundo I el Viejo). Es mucho más difícil establecer una simple batalla única de ese período que puede considerarse como «una final».
En la historia militar de Europa occidental el final del período medieval está estrechamente relacionado al final de la caballería, su ética y su método de combate. En Polonia, así como en algunos otros países de Europa oriental, los caballeros (szlachta) fueron llamados para la guerra (pospolite ruszenie) hasta el final del siglo XVIII, o hasta el final del reinado de Augusto II el Fuerte. En dichas circunstancias los criterios para el final de la ética caballeresca - como el final de la época medieval en Polonia - debe ser rechazada. Por el contrario, el momento preciso es más probable cuando la caballería pesada, con su armadura completa, fue sustituida por formaciones como la husaria con armadura ligera. El cuadro, en la colección del Museo Nacional de Varsovia, conocida como la batalla de Orsza representa las comunes formaciones de combate de la caballería acorazada, y los húsares ligeros. La batalla de Orsha ocurrió en el otoño de 1514. Durante la batalla de Obertyn (1531) allí sólo estaba presente la caballería ligera en el lado polaco. Es posible (pero especulativo) que estas dos fechas son los puntos de frontera, la última batalla medieval (Orsha) y la primera batalla de los tiempos modernos (Obertyn).